# Petits Secrets et Gros Mensonges
Pour plus de détails, voir Fiche technique et Distribution.
Petits Secrets et Gros Mensonges est un téléfilm franco-suisse de Laurence Katrian, diffusé en 2006 et 2007.

## Synopsis
Rédactrice en chef du magazine Planète Luxe, Isabelle Delambre rencontre à l'aéroport de Paris un homme charmant, Max Ronsac. C'est le coup de foudre. Or ce dernier n'est autre que le propriétaire de l'hôtel marocain qu'elle s'apprête à assassiner dans ses pages. En effet, elle a rédigé un article incendiaire sur base des impressions de son adjoint qui a effectué un séjour dans l'établissement. Quelques jours plus tard, lorsqu'il découvre le reportage dans Planète Luxe, il est fou de rage. Bien entendu, Isabelle n'ose pas avouer qu'elle en est l'auteur. Elle n'a d'autre solution que de s'enfoncer chaque jour un peu plus dans le mensonge, et se retrouve carrément dans l'embarras quand elle apprend que Max veut attaquer le magazine pour diffamation.
Mais Max a lui aussi ses petits secrets : il a quitté sa femme il y a trois ans mais n'a toujours pas divorcé.

## Fiche technique
- Titre : Petits Secrets et Gros Mensonges
- Réalisation : Laurence Katrian
- Scénario : Catherine Touzet

## Distribution
- Michèle Laroque : Isabelle Delambre
- Thierry Neuvic : Max Ronsac
- Carole Richert : Karine Ronsac (ex femme de Max)
- Dominic Gould : John
- Manu Payet : Cédric
- Hélène Surgère : Marguerite
- Eliza Maillot : Sophie
- Mohammed Marouazi : Bachir
- Pierre Laplace : François
- Peter Hudson : Steve Baron
- Saïda Bekkohce : Mère Momo
- Chad Chenouga : Momo
- Pierre Dourlens : Financier
- Thierry Nenez : Émile
- Sarah Sandre : Vendeuse boutique téléphone
- Aurélie Valat : Secrétaire journal